# 農学科
農学科（のうがっか）とは、大学、短期大学、専門学校の学科の一つ。主に農学のうち植物学、栽培学、昆虫学等に関する学術を取り扱う学科である。
現在多くの大学農学部では、かつての農学科を食料○○学科、生物××学科などの名称で改組している場合が多い。
専門学校では、各都道府県にある農業大学校に設置されている場合が多い。
なお、公立の短期大学に設置されていた農学科は、4年制大学昇格後他の学科名に改組している。

## 農学科をもつ日本の大学等
- 東京農業大学農学部：農学科とデザイン農学科とがある。農学科は農業生産科学コースと園芸生産科学コースを設置している。
- 明治大学農学部
- 東海大学農学部
- 新潟大学農学部：農学科の1学科コース制
- 宮崎大学農学部：コース制の農学科と獣医学科
- 鹿児島大学農学部：農学科の1学科コース制

## 名称が類似した学科をもつ日本の大学等
短期大学
- 環境農学科：拓殖大学北海道短期大学

大学
- 国際園芸農学科、園芸農学科：弘前大学農学生命科学部
- 地域総合農学科：茨城大学農学部
- 地域創成農学科：吉備国際大学農学部
- 農学生命科学科：京都府立大学生命環境学部、信州大学農学部：信州大学は1学科コース制
- 生命環境農学科：鳥取大学農学部
- 生命農学科：日本大学生物資源科学部
- 生産農学科､環境農学科､先端食農学科：玉川大学農学部
- 創造農学科：福井県立大学生物資源学部
- 総合農業科学科：岡山大学農学部：1学科コース制
- 北方圏農学科：東京農業大学生物産業学部（生物生産学科から改称）
- 亜熱帯地域農学科：琉球大学農学部
- 農業生産学科：摂南大学農学部

- 酪農学園大学は酪農学科があったが、学科制から学類制に移行した。
- 岩手大学農学部は農学生命科学科→農学生命科学課程→植物生命科学科・応用生物科学科に変更。2025年に食料農学科を開設
- 山形大学農学部は食料生命環境学科の名称で1学科コース制に
- 香川大学農学部も応用生物科学科の名称で1学科コース制に
- 佐賀大学農学部も生物資源科学科の名称で1学科コース制に
- 高知大学は、農学部に農学科が置かれ、自然環境学コースなど、8つのコースに分かれていたが、農林海洋科学部（物部キャンパス）に2016年度（平成28年度）改組され、農林資源環境科学科という名称で1学科コース制に

## 造園施工管理技士の受験資格
農学科（ただし、東北大学以外については、農業経済学専攻、専修又はコースを除く）農業科、農業生物学科（ただし、動物学専攻を除く）といった名称の学科出身者は、所定の実務年数を経て造園施工管理技士の受験資格を得ることができる（番号は09）。
以下の大学の学科に関しても、同様である。
- 農業生産学科 - 香川大学農学部
- 農業生産科学科 - 弘前大学旧農学部
- 暖地農学科 - 高知大学農学部
- 総合農業科学科(生物資源開発学コースを除く) - 岡山大学農学部